# 冬の蝉
『冬の蝉』（ふゆのセミ）は、新田祐克による日本のBL漫画。
『春を抱いていた』の派生作品であり、副題は「春を抱いていた 前世編」。漫画『春を抱いていた』5巻に収録されている。2007年にはOVA化などのオリジナルビデオがなされた。

## あらすじ
時は幕末、激動の時代。徳川の幕臣・秋月景一郎と長州藩士・草加十馬。2人は出会った瞬間、激しく惹かれあう。しかし、時代は無情にも2人の仲を引き裂いた。徳川と長州は敵と味方に分かれ、戦争へとなだれ込んで行く。
そのとき草加は英国留学の話を持ちかけられ、秋月のいる幕府と戦いたくがないがためにその話に飛びつく。秋月と結ばれ、再会の約束をして英国へと旅立つ草加。二人の恋の行く末はどうなるのか？

## 登場人物
秋月景一郎（あきづき けいいちろう）声：森川智之
本作の主人公。徳川の幕臣。本編の主人公・岩城京介の前世。
草加十馬（くさか とうま）声：三木眞一郎
長州藩士。景一郎と恋に落ちるが、時代の激流に飲まれ次第に引き裂かれていく。本編の準主人公・香藤洋二の前世。
相沢正之進（あいざわ まさのしん）声：森久保祥太郎

## アニメ

### スタッフ
- 原作 - 新田祐克（リブレ出版刊）
- 監督・演出 - まつもとよしひさ
- 助監督 - さんぺい聖
- 脚本 - 中野睦
- 絵コンテ・コンセプトデザイン・レイアウト演出 - 伊藤真朱
- キャラクターデザイン・総作画監督 - 大西貴子
- 美術監督 - 片野坂悟一
- 色彩設計 - 佐野ひとみ
- 音響監督 - 阿部信行
- プロデューサー - 井上博明、鳥飼えいこ
- アニメーションプロデューサー - 新谷義浩
- アニメーション制作 - VENET
- 製作 - 「冬の蝉」製作委員会

### 主題歌
「冬の蝉」
- 作詞・作曲 - さだまさし / 編曲 - 古池孝浩 / 歌 - 森川智之（岩城京介の名義）
- 本曲は1989年にさだまさしがリリースしたシングル曲のカバーで、さだまさし版も「冬の蝉」の舞台背景と同じ幕末を描いた日本テレビ年末時代劇『奇兵隊』の主題歌でもある。

### 関連商品
CD
- 『冬の蝉』O.S.T オリジナルサウンドトラック （2008年3月26日発売、発売元・発行元：アミューズソフトエンタテインメン） ASCS-2330

DVD
発売元・発行元はアミューズソフトエンタテインメン。
初回限定版
- 『冬の蝉〜江戸恋唄〜』第一巻 初回限定版 （2007年2月23日発売） ASBY-3637
- 『冬の蝉〜蝦夷戦記〜』第二巻 初回限定版 （2007年3月23日発売） ASBY-3638
- 『冬の蝉〜東京悲話〜』第三巻 初回限定版 （2007年6月22日発売） ASBY-3639

通常版
- 『冬の蝉〜江戸恋唄〜』第一巻 通常版 （2007年2月23日発売） ASBY-3640
- 『冬の蝉〜蝦夷戦記〜』第二巻 通常版 （2007年3月23日発売） ASBY-3641
- 『冬の蝉〜東京悲話〜』第三巻 通常版 （2007年6月22日発売） ASBY-3642

特別編集版
- 『冬の蝉』〜特別編集版〜 （2008年3月26日発売） ASBY-4002